# BMW M

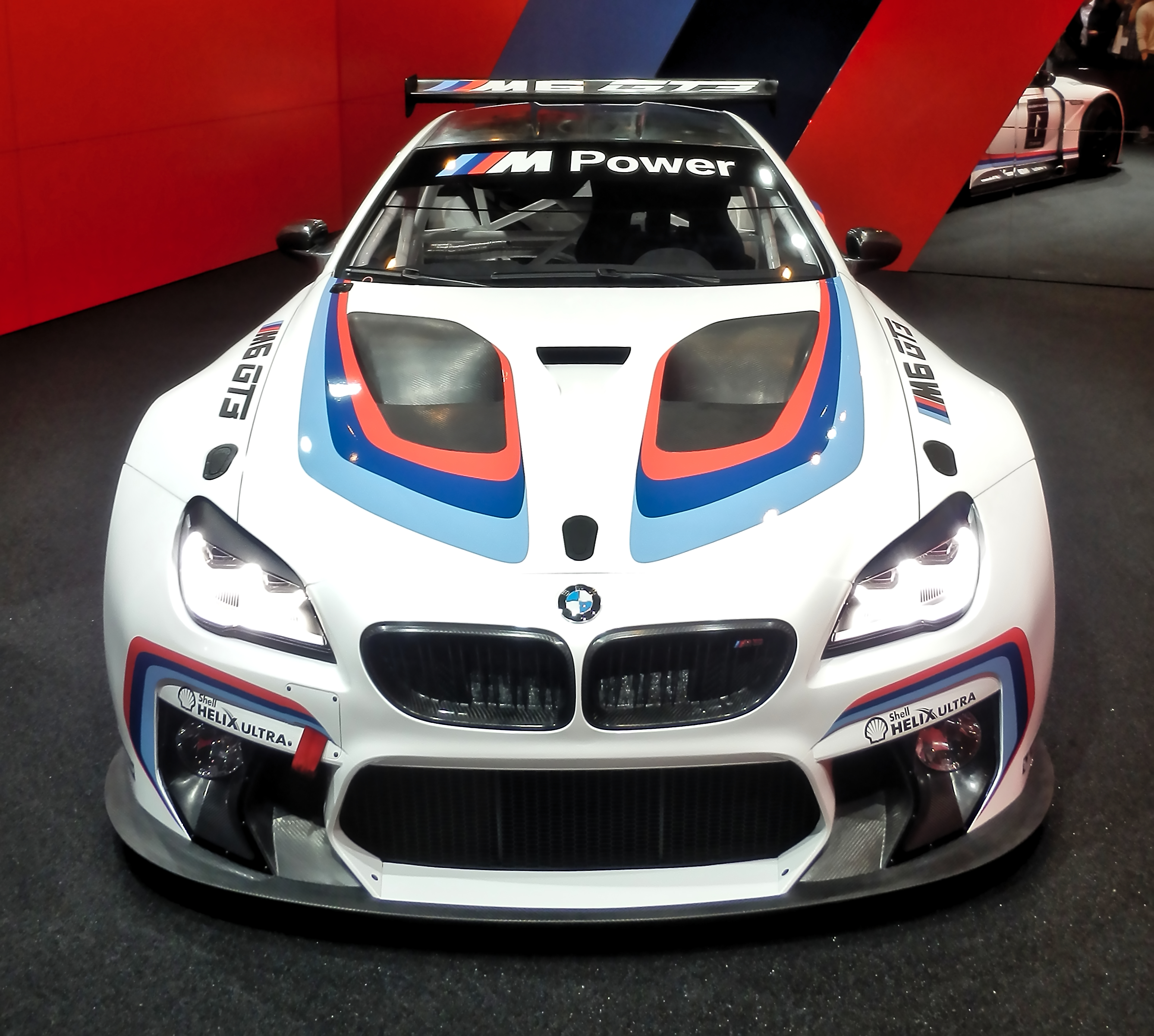
M6 GT3

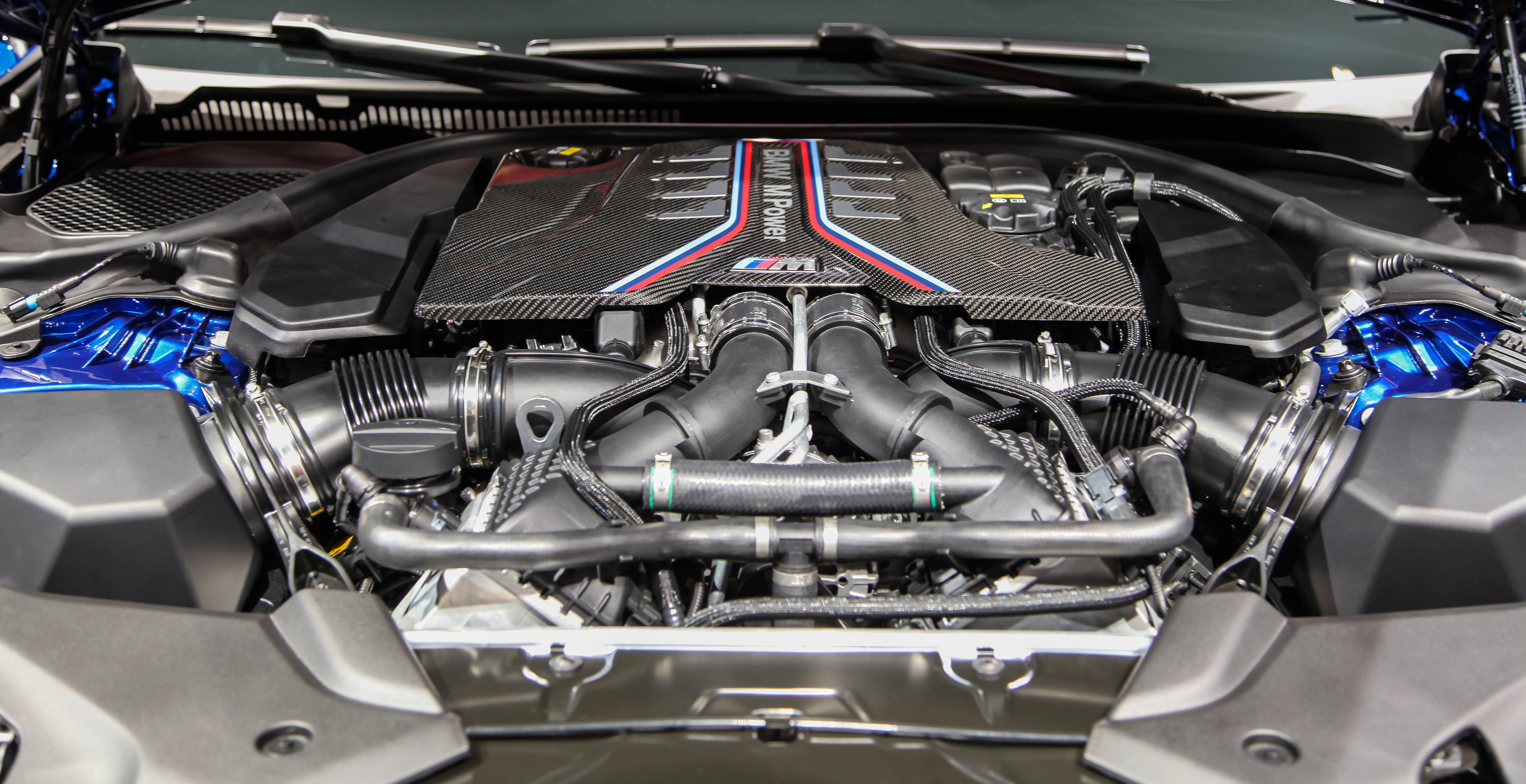
S63型 4.4L V8ツインターボエンジン

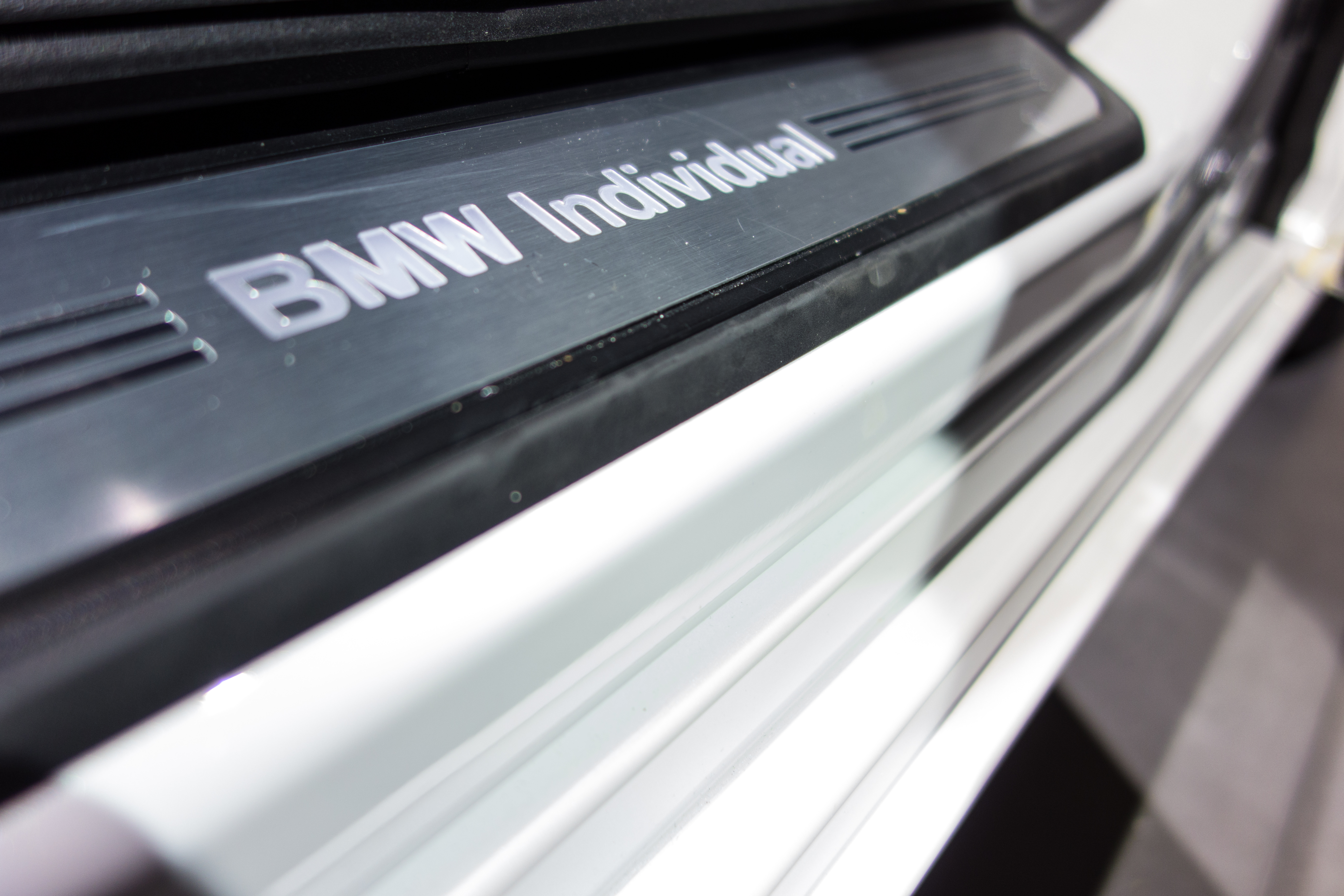
BMWインディビデュアル

BMW M Motorsport GmbH（ビーエムダブリュー・エム・モータースポーツ）は、ドイツの自動車メーカー・BMWの研究開発などを担当するグループ会社である。以前のBMW M社とBMW モータースポーツ社が統合され、新たな社名、BMW M モータースポーツに変更された。通常は「BMW M」と略されることが多い。
主にモータースポーツ関連の研究開発、モータースポーツ用車両の生産を行っていたが、現在は高性能スポーツモデルであるMモデルの開発、モータースポーツ用パーツの研究開発、特別注文モデルの生産、限定モデルの企画、顧客向けトレーニングスクールの運用等を主な業務としている。
なお、以前はBMW市販車であるMモデルの生産も行なっていたが、現在Mモデルの生産はBMW本社が行い、BMW Mは「BMWインディビデュアル」と呼ばれる特別注文モデルを生産している。BMWインディビデュアルは、特別に用意されたボディカラーやインテリア素材でオーダーメイド可能なプログラムである。

## 歴史
- 1972年 - BMWモータースポーツ社設立。
- 1973年 - ヨーロッパF2選手権およびヨーロッパツーリングカー選手権（ETCC）においてタイトルを獲得。
- 1977年 - BMWドライバートレーニングプログラム運用開始。
- 1979年 - 初のMモデル市販車、M1（E26）発表。
- 1980年 - F1エンジン（BMW・M12/13エンジン）の開発開始。
- 1983年 - ネルソン・ピケがブラバムBMWにてF1シリーズチャンピオン獲得。
- 1985年 - 初代M3（E30）、初代M5（E28）発表。
- 1993年 - 「BMW M」社に改称（新たに別法人として「BMWモータースポーツ」社が設立されたことに伴う）。
- 1998年 - Mクーペ/Mロードスター（E36/E37/E38）発表。
- 2005年 - 初代M6（E63）発表。
- 2006年 - Z4 Mロードスター/Mクーペ（E85/E86）発表。
- 2009年 - 初代X5 M（E70）、初代X6 M（E71）発表。
- 2014年 - 初代M4（F82）発表。
- 2016年 - 初代M2（F87）発表。
- 2019年 - 初代M8（F92）発表。
- 2021年 - Mブランドとして初の二輪車であるM1000RRを発表。またBMW M社とBMWモータースポーツ社が合併し「BMW M Motorsport」となる[2]。
- 2022年 - 初代XM発表[3]。
- 2023年 - LMDhマシンのM Hybrid V8を投入。

## Mハイパフォーマンスモデル
BMW Mがチューニングした高性能スポーツモデル。
Mを冠するこれらのモデルは、サーキット走行などの過酷な条件に耐え得る性能が与えられている。なお、Mモデルと異なるMパフォーマンスモデル（M240i、X4 M40iなど）は掲載していない。
Mパフォーマンスモデルは、サーキットでの限界走行などを前提としない一般ユーザー向けにチューニングされたモデルである。また、Mパフォーマンスパーツと呼ばれるパーツ&アクセサリーも用意されている。

### M1

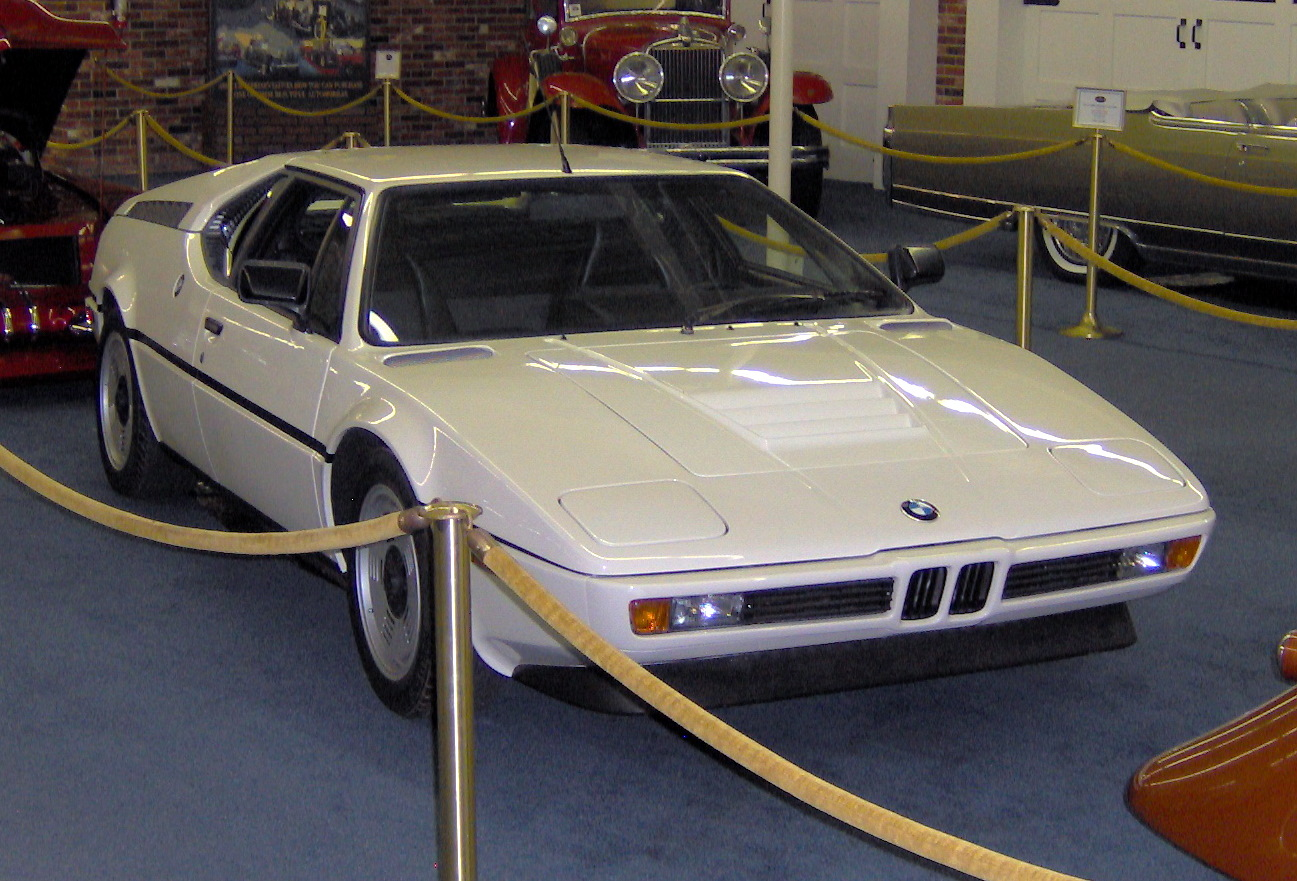
M1

モデルコードE26
- 1978年発売
- クーペ
- 3.5L 直6エンジン
- 277馬力
- MR

### M2
モデルコードF87
- 2016年発売
- クーペ

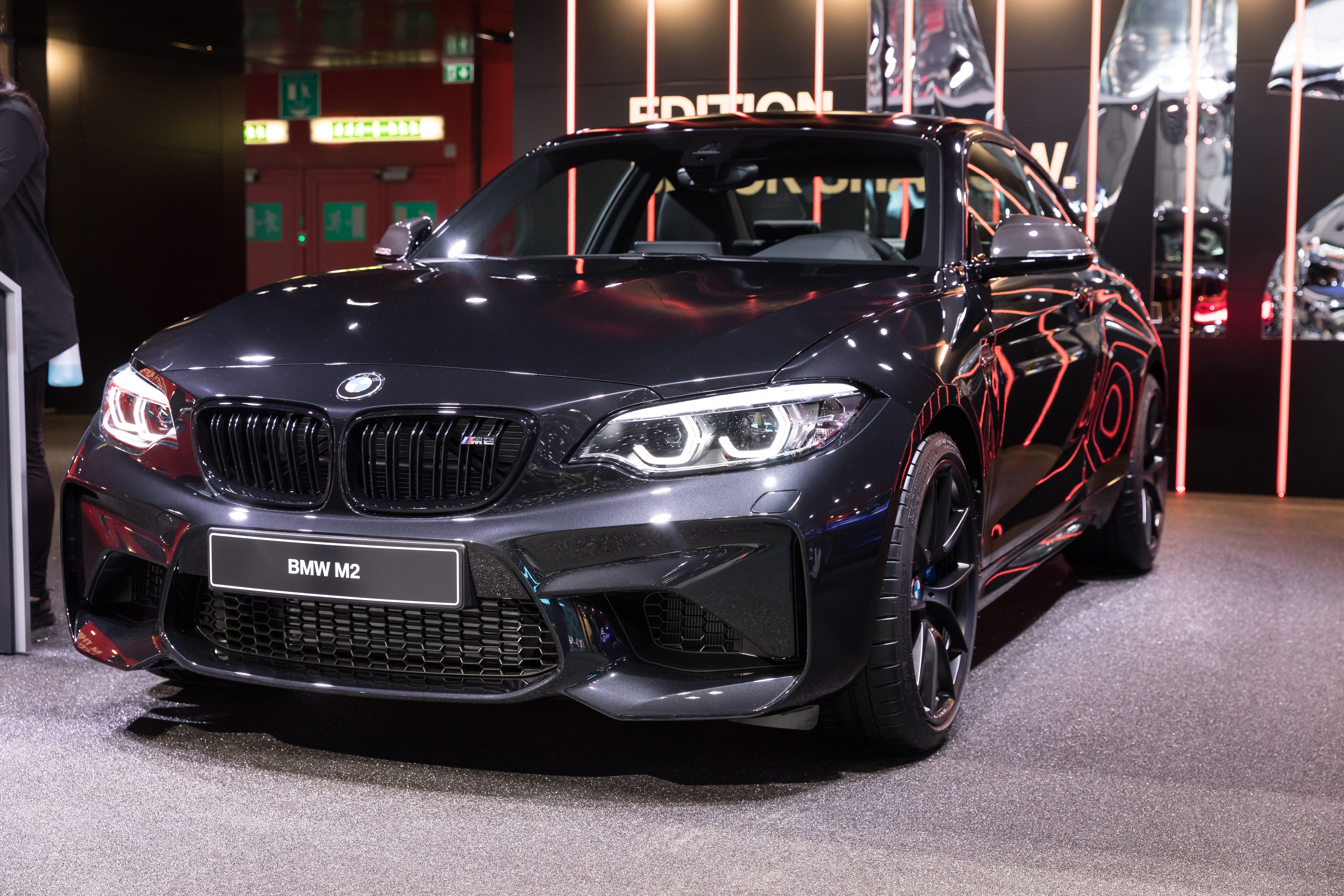
M2

- 3.0L 直6ターボエンジン/3.0L 直6ツインターボエンジン
- 370馬力(M2 coupé)/410馬力(M2 coupé competition)
- FR
- 兄弟車としてM2 cs,M2cs racing があるが、M2cs racing はレーシングカーのためトラック専用車となっている。(公道は走行不可)

### M3

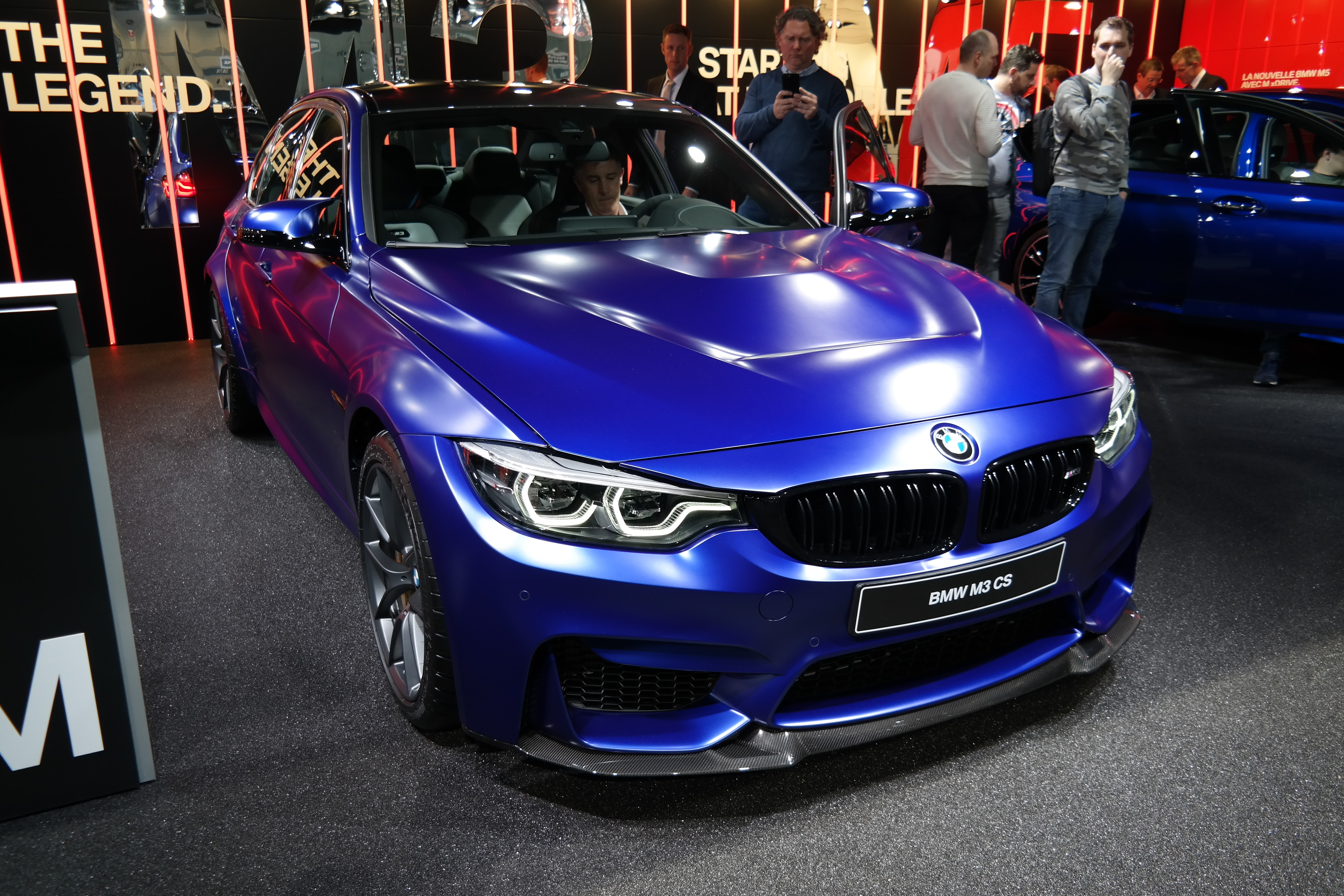
M3

モデルコードF80
- 2014年発売
- セダン
- 3.0L 直6ツインターボエンジン
- 431馬力/450馬力/460馬力
- FR

### M4
モデルコードF82 F83
- 2014年発売
- クーペ/カブリオレ
- 3.0L 直6ツインターボエンジン

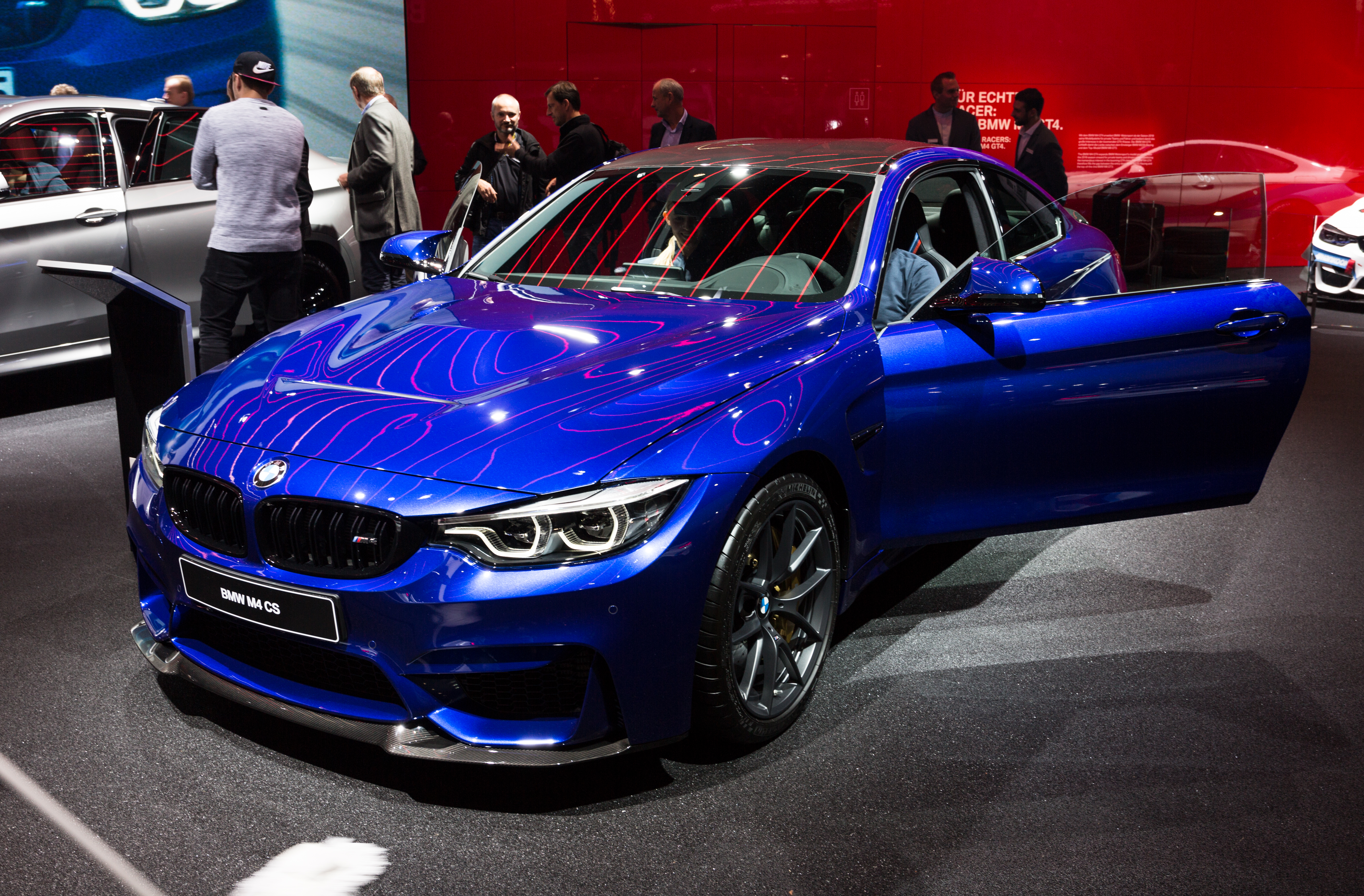
M4

- 431馬力/450馬力/460馬力/500馬力
- FR

### M5
モデルコードF90
- 2017年発売
- セダン
- 4.4L V8ツインターボエンジン
- 600馬力
- 4WD

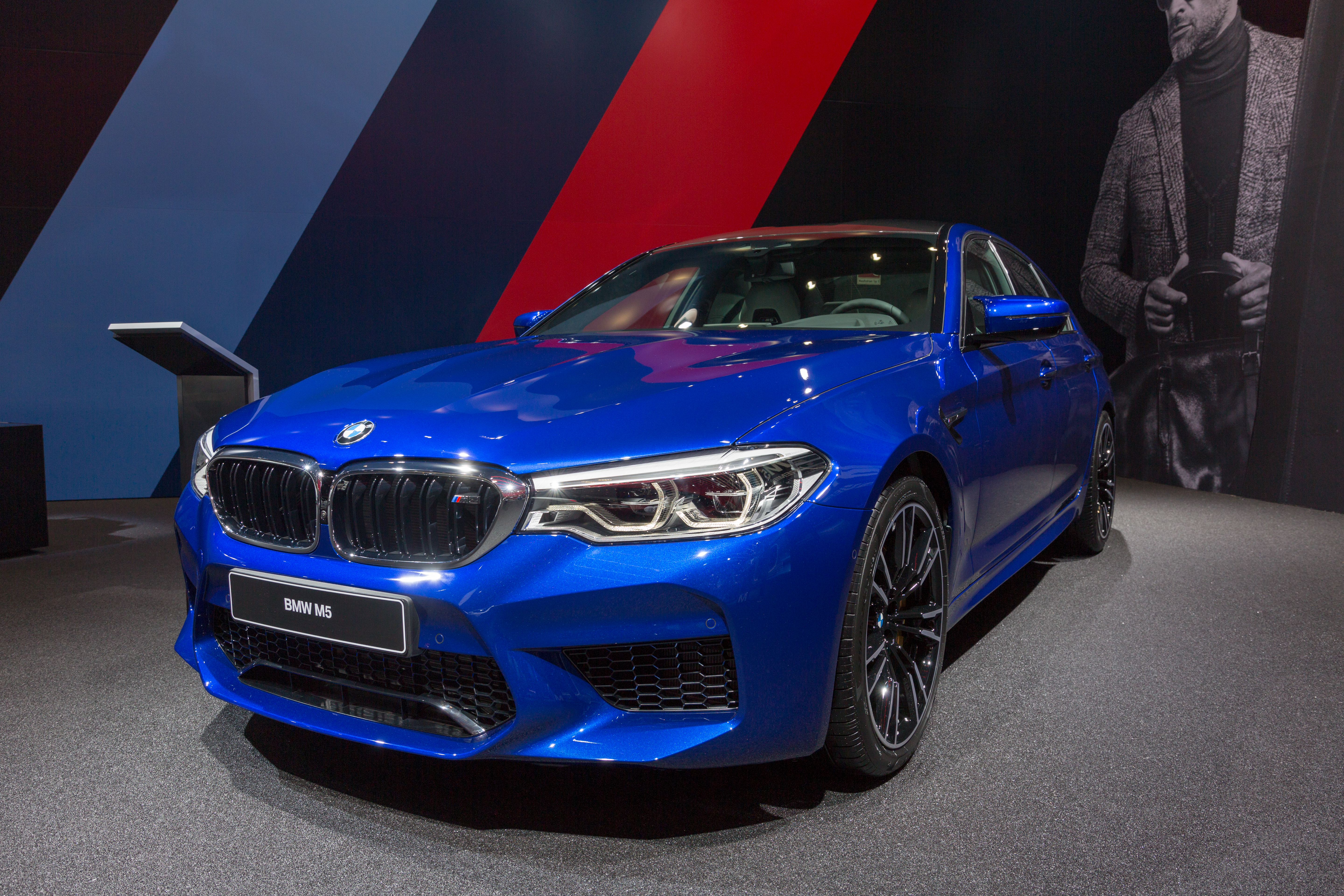

- 2021年4月に世界1100台限定でM5 csが発売。4.4L V8ツインターボエンジンを積み、635馬力、750Nmのトルクを持つ。

### M6

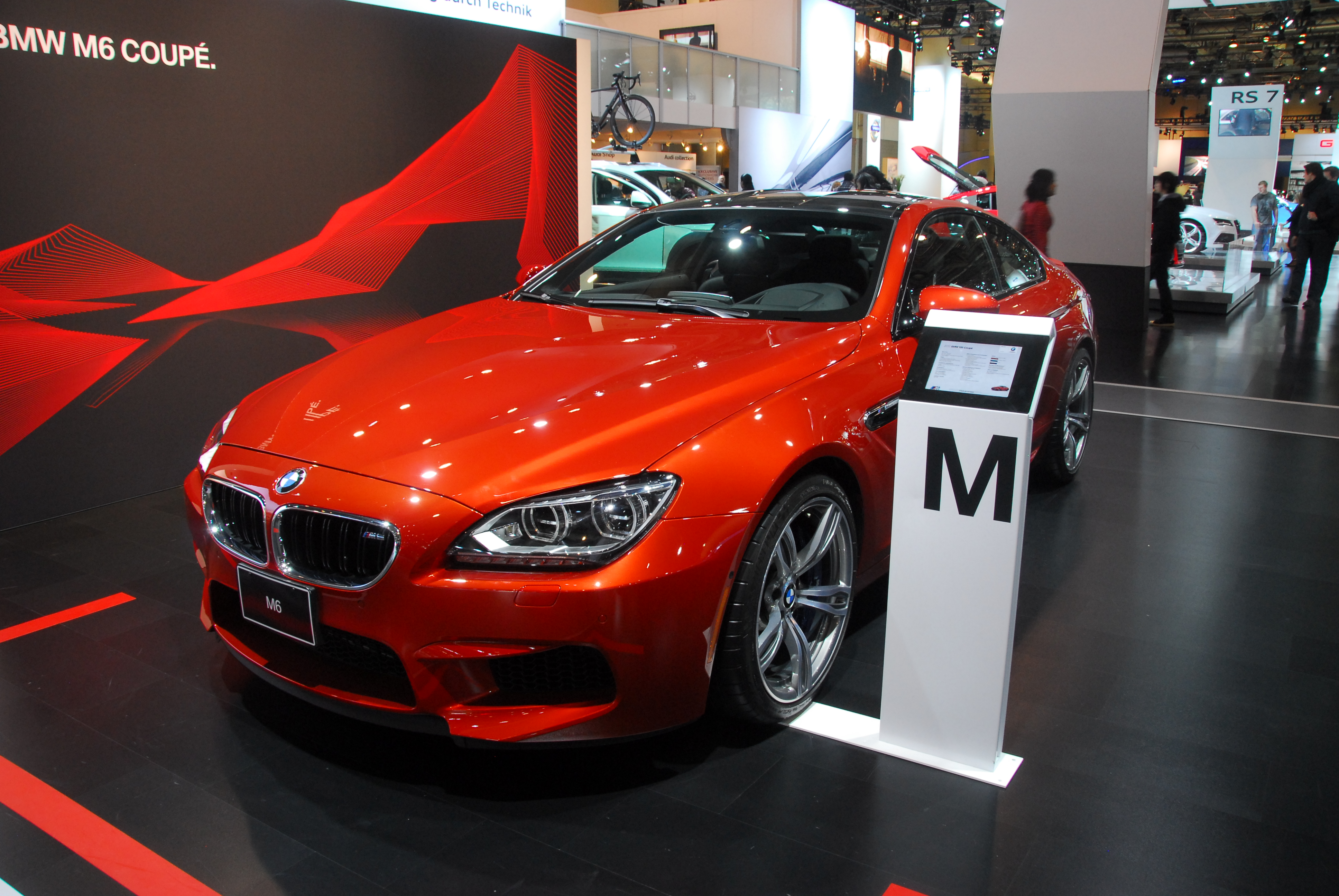
M6

モデルコードF12 F13 F06
- 2012年発売
- カブリオレ/クーペ/4ドアクーペ
- 4.4L V8ツインターボエンジン
- 560馬力/575馬力/600馬力
- FR

### M8

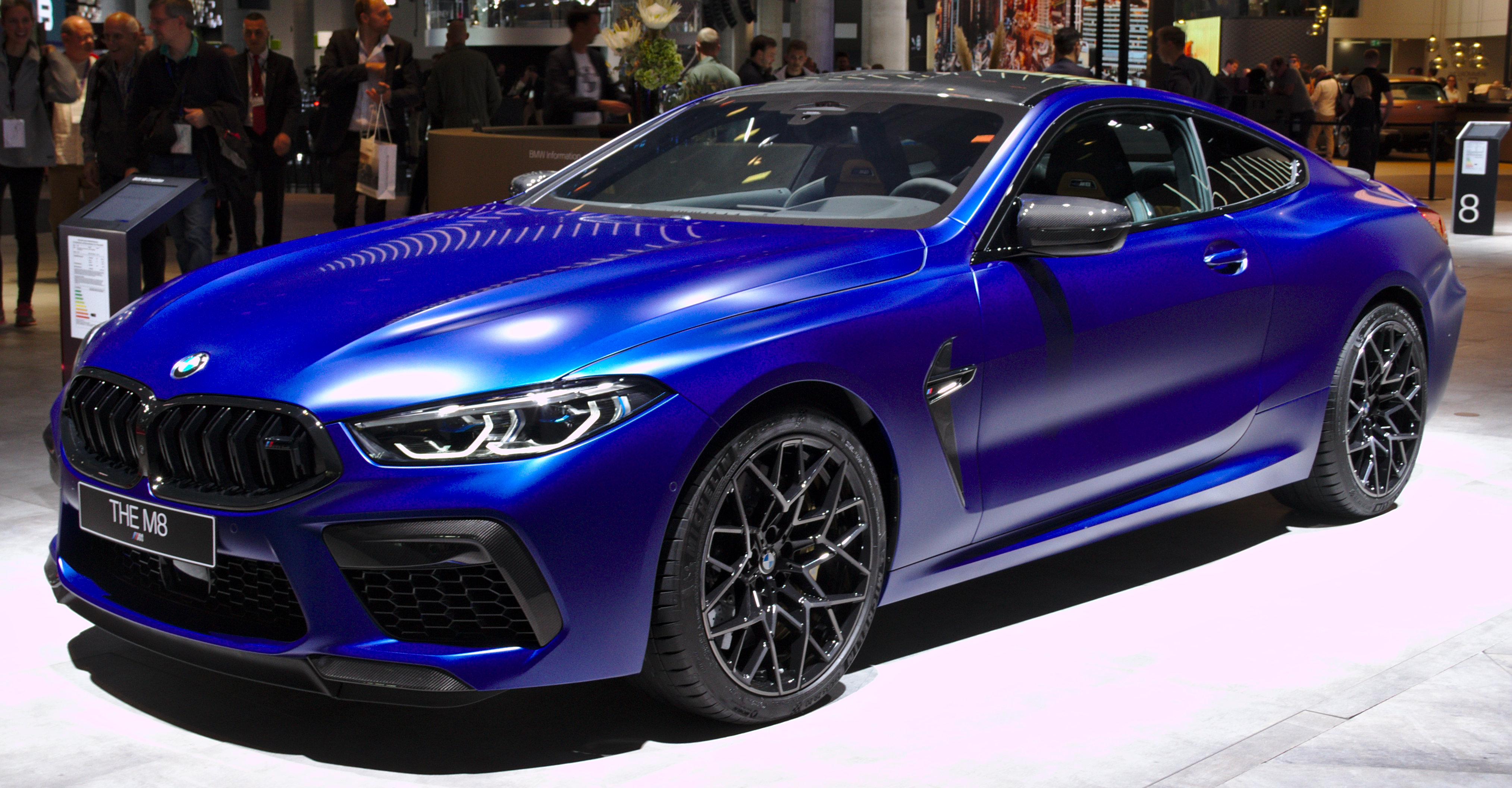
M8

モデルコードF91 F92 F93
- 2019年発売
- カブリオレ/クーペ/4ドアクーペ
- 4.4L V8ツインターボエンジン
- 600馬力/625馬力
- 4WD

### X5 M

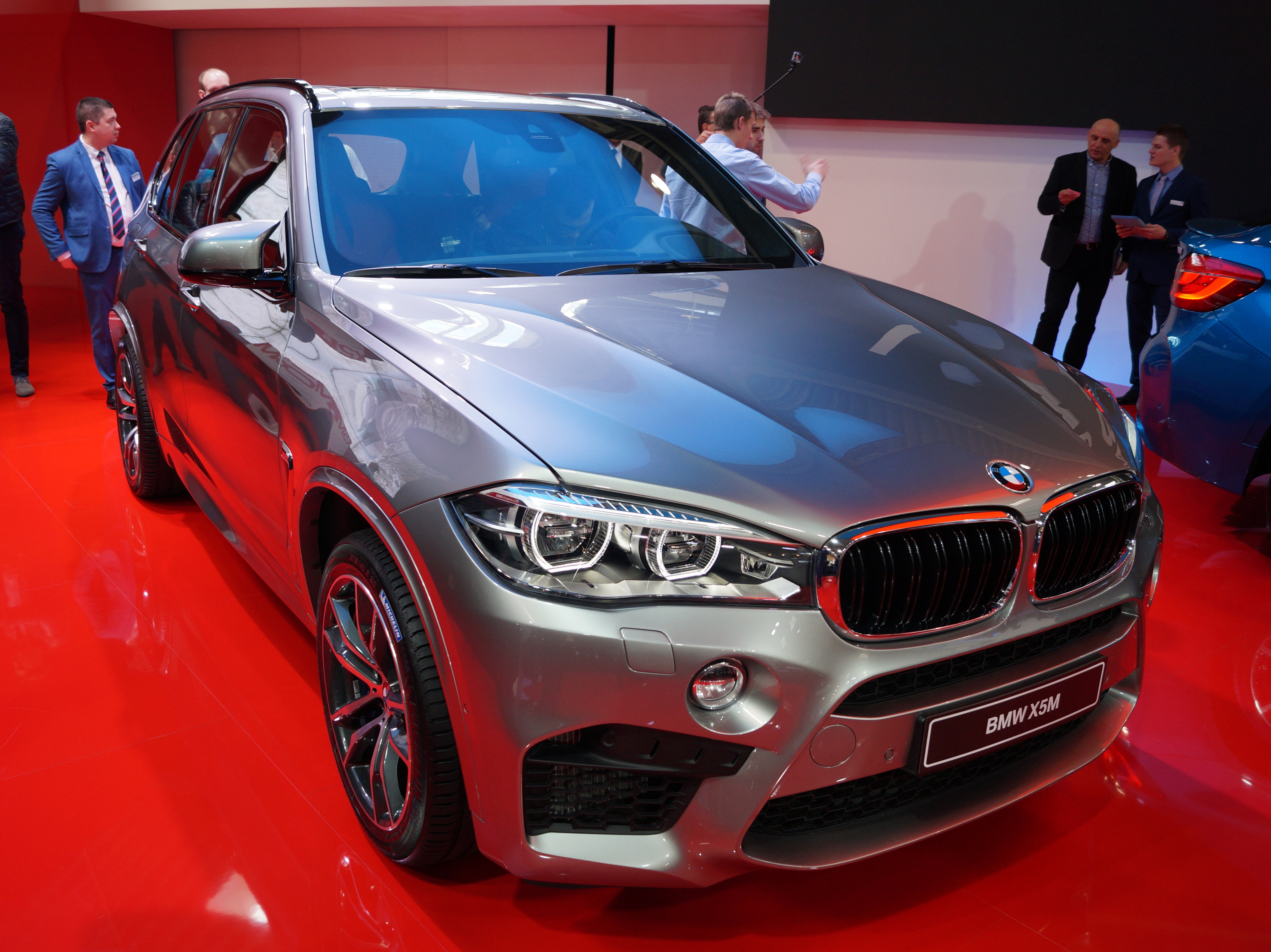
X5 M

モデルコードF85
- 2014年発売
- クロスオーバーSUV
- 4.4L V8ツインターボエンジン
- 575馬力
- 4WD

### X6 M

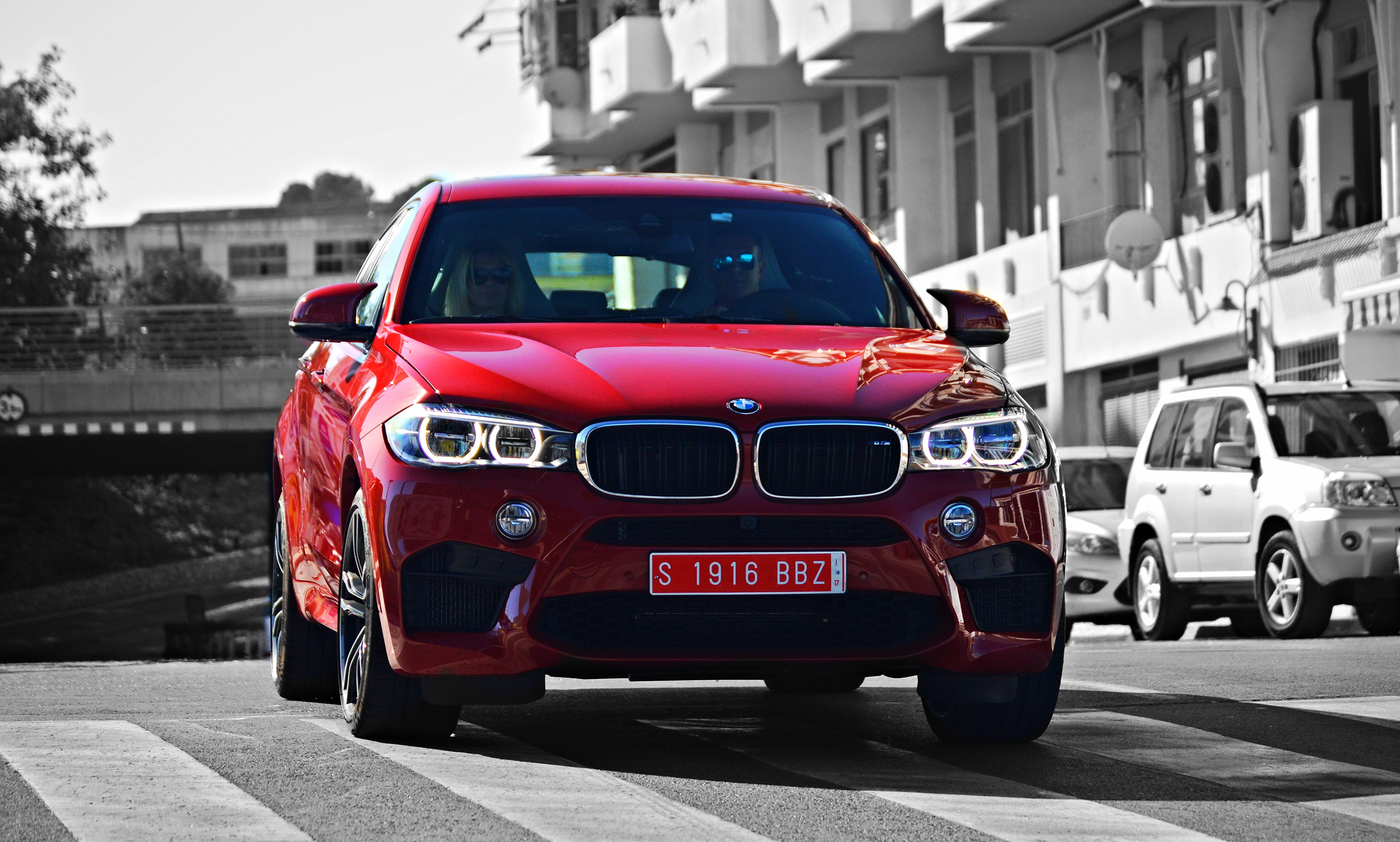
X6 M

モデルコードF86
- 2014年発売
- クロスオーバーSUV
- 4.4L V8ツインターボエンジン
- 575馬力
- 4WD

### M ロードスター/M クーペ

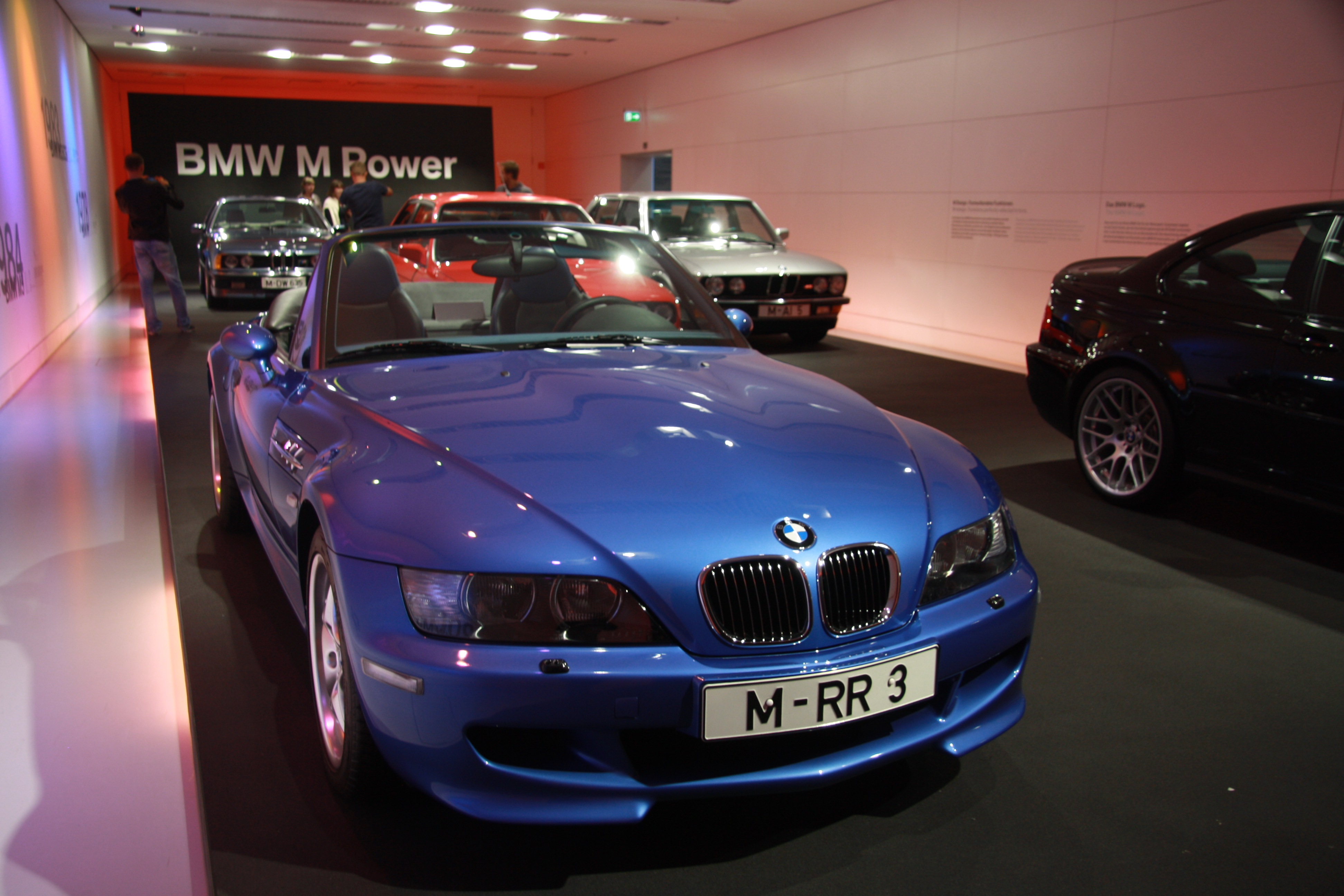
M ロードスター

モデルコードE36/37 E36/8
- 1998年発売
- ロードスター/クーペ
- 3.2L 直6エンジン
- 321馬力/325馬力
- FR

### Z4 M

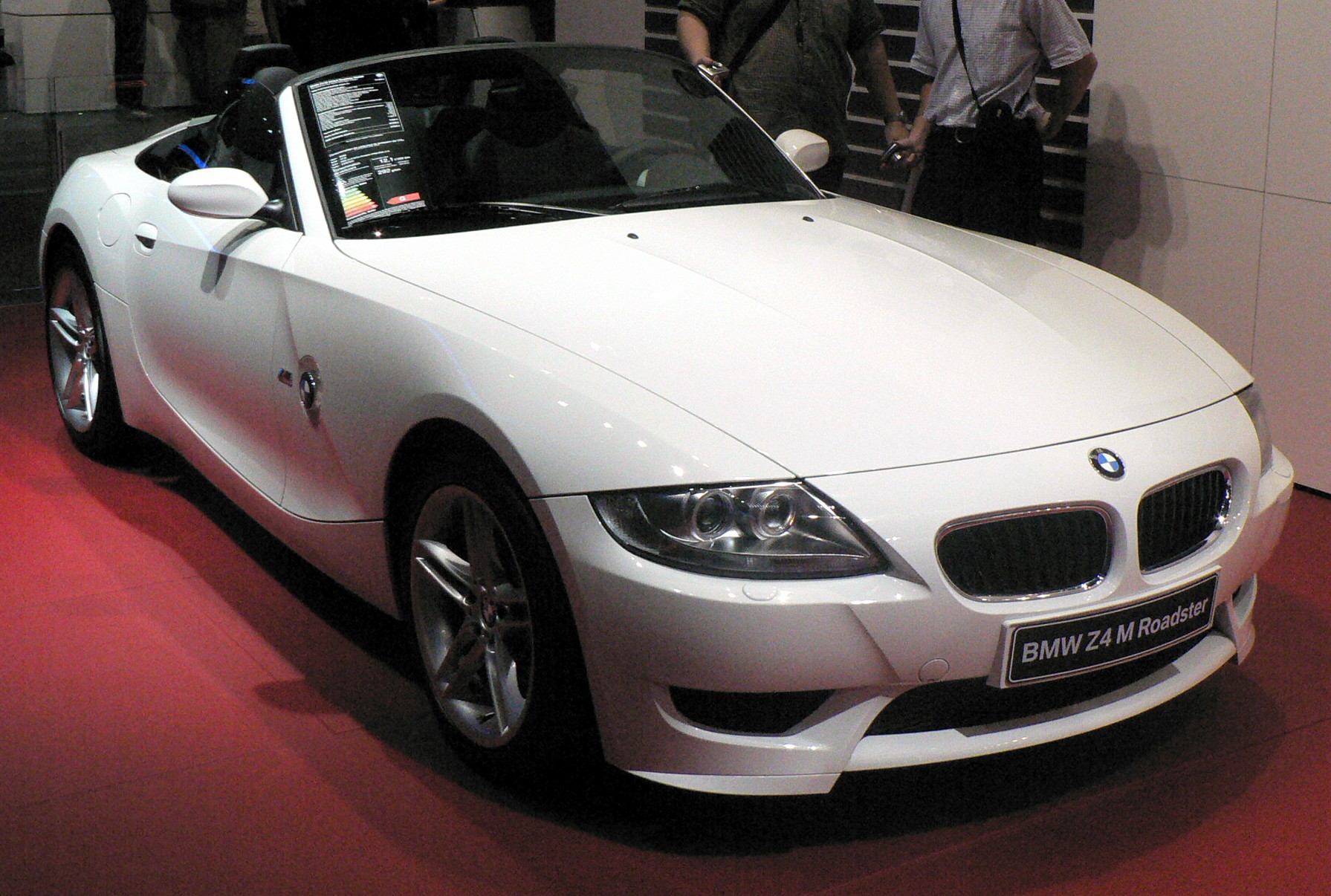
Z4 M ロードスター

モデルコードE85 E86
- 2006年発売
- ロードスター/クーペ
- 3.2L 直6エンジン
- 343馬力
- FR

### XM
モデルコードG09
- 2023年発売
- クロスオーバーSUV

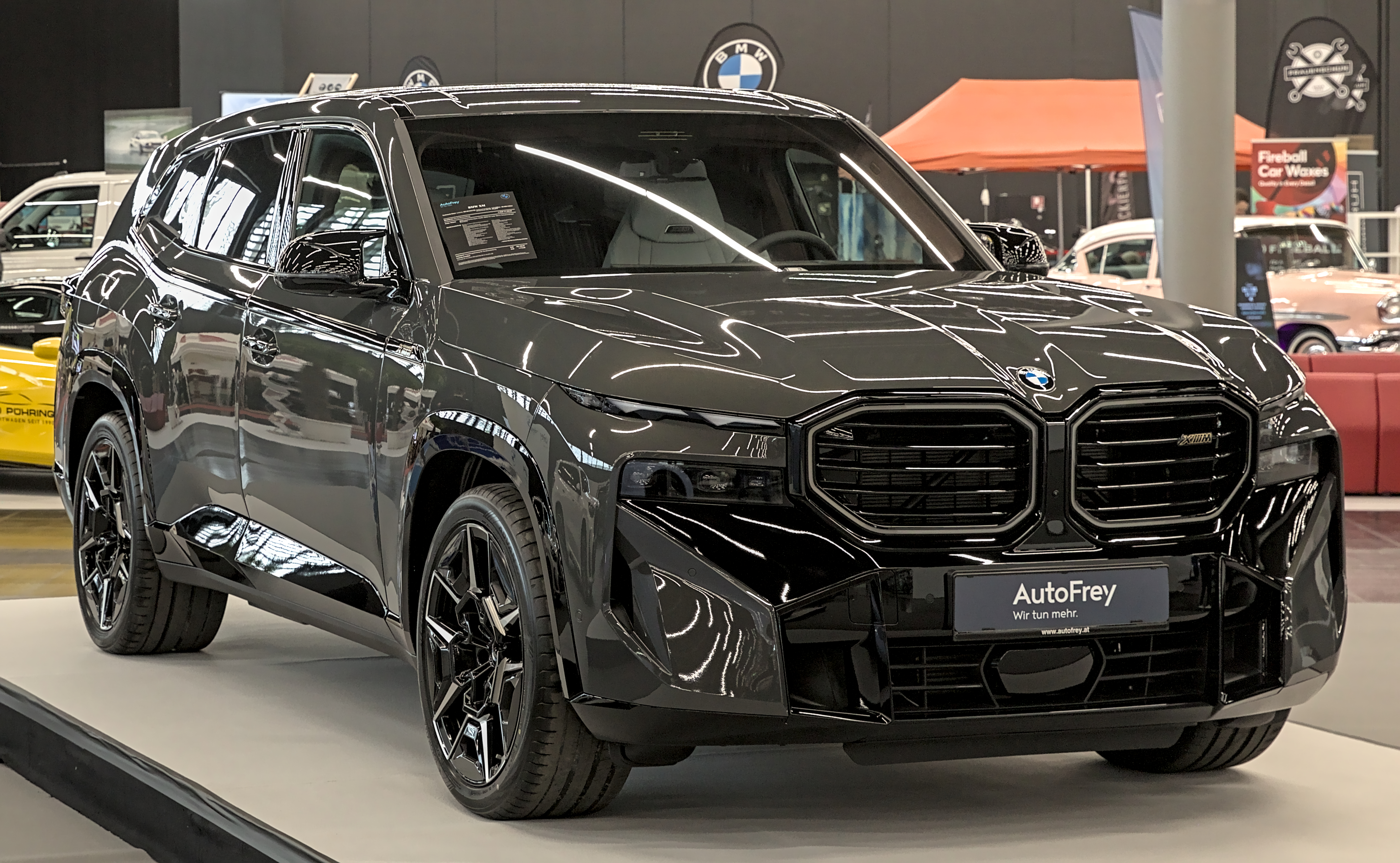
XM

- 4.4L V8ツインターボエンジン/3.0L 直6エンジン PHEV
- 653馬力/476馬力/748馬力
- 4WD